# Robert Marshak
Robert Eugene Marshak (Bronx, 11 de outubro de 1916 — Cancún, 23 de dezembro de 1992) foi um físico estadunidense.

## Obras
- com E. C. Nelson und Leonard Schiff: Our atomic world. University of New México Press, Albuquerque 1947
- Meson Physics. McGraw Hill 1952
- com Sudarshan: Elementary Particle Physics. Wiley, New York 1961
- com Riazzudin und Ryan: Theory of weak interactions in particle physics. Wiley 1969
- Conceptual foundations of modern particle physics. World Scientific 1993